# Namco Galaxian
Namco Galaxian es una Placa de arcade creada por Namco destinada a los salones arcade.

## Descripción
El Namco Galaxian fue lanzada por Namco en 1979.
El sistema tenía un procesador Zilog Z80, y audio Discrete.
En esta placa funcionaron 2 títulos.

## Especificaciones técnicas

### Procesador
- Zilog Z80

### Audio
- Discrete

### Video
- Resolución 256x224 pixeles

## Lista de videojuegos
- Galaxian
- King & Balloon